# Сборная станция офицеров Ротсей
Сборная станция офицеров Ротсей (пол. Stacja Zborna Oficerów Rothesay) — воинская часть польских вооруженных сил на Западе. Создана 14 августа 1940 года как офицерский лагерь. Располагалась на острове Бьют в городе Ротсей, Шотландия.
Сборная Станция Офицеров Ротсей была создана для изоляции противников генерала Владислава Сикорского, так называемых офицеров-пилсудчиков. За все временя существования лагеря в нем находилось около 1,5 тыс. офицеров, в том числе 20 генералов .

## Предпосылки к созданию лагеря
После сентябрьской кампании генерал Владислав Сикорский начал поиск виновников в военном поражении. В конце сентября 1939 года он обратился к правительству Франции с просьбой об аренде в Париже тюрьмы для офицеров. В октябре 1939 года был создан комитет по поиску виновных  в поражении. Лагерь был создан в французском городе Анже, в нем содержалось 69 офицеров. После поражения Франции лагерь был эвакуирован на британские острова . 
Заключенные были эвакуированы из лагеря в городе Анже на стадион Айброкс, эта была временная мера, впоследствии лагерь был перенесен на остров Мэн. Вскоре в палаточный лагерь стали отправлять не только противников генерала Сикорского, но и офицеров вышедших на пенсию.

## История станции
14 августа 1940 командир Польской Армии в Шотландии, по согласованию с британскими властями распорядился создать офицерский лагерь №23 в Ротсей на острове Бьют. Большая часть офицером располагалась в пансионатах. С офицерами также могли жить и их семьи с разрешения польских и британских властей.
10 сентября лагерь был переименован в Сборную станцию офицеров № II Ротсей. По решению депутата лейбористской партии Генри Моррисона и других британских парламентариев в Палате общин лагерь был ликвидирован. Весной 1942 года подавляющие большинство офицеров покинуло Бьют.

## Персонал
Коменданты лагеря
- ген. бриг. Болеслав Ятельницкий-Яцина
- ген. бриг. Стефан Яцек Дэмбиньский (Июнь 1940 года - 18 ноября 1941 года)
- полковник пех. Казимир Румша (18 ноября 1941 года - 12 декабря 1941 года)

Заместители коменданта лагеря
- полковник Николай Коленсковский (до 31 августа 1940 года)
- полковник арт. Александр Батори (от 6 сентября 1940 года)
- полковник пехоты Казимир Румша (от 7 августа 1941 года)